# Zieh dich aus, Puppe
Zieh dich aus, Puppe ist ein deutscher Sittenfilm aus dem Jahre 1968, die letzte Regiearbeit von Ákos von Ráthonyi.

## Handlung
Die 18-jährige Düsseldorfer Industriellentochter Marianne Wildenhoff will nicht länger bei ihren Eltern daheim leben und beschließt, auszuziehen. Sie will ab sofort mit ihrem Freund zusammenleben. Der aber hat offensichtlich überwiegend pekuniäres Interesse an dem verwöhnten Töchterchen, denn sein Interesse an ihr schwindet in demselben Moment, in dem der steinreiche Vater droht, Marianne in einem solchen Fall zu enterben. Marianne steht nun völlig allein da. Ihr (Ex-)Freund will plötzlich nicht mehr, dass sie zu ihm zieht, und ihr Stolz verbietet es, reumütig an den elterlichen Tisch und Herd heimzukehren.
Völlig mittellos dastehend, muss sie ans Geldverdienen denken. So versucht sie erstmals in ihrem Leben, allein auf eigenen Beinen zu stehen. Sie beginnt zu jobben und verdient sich ihr erstes eigenes Geld als Zigarettenmädchen in einem Nachtclub, wo gern auch mal Marihuana geraucht wird. Als die Bardame zusammenbricht und an einer Überdosis an Drogen stirbt und eine Stripteasetänzerin ermordet wird, soll Marianne für sie einspringen. Doch sie erkennt, dass dies nicht ihr Leben ist und ihr in dieser Halbwelt auch noch große Gefahr droht, und kann diesem Milieu durch die geschickte Hilfe ihres Vaters im letzten Augenblick entkommen.

## Produktionsnotizen
Der in München gedrehte Film Zieh dich aus, Puppe kam am 19. Juli 1968 in die deutschen Kinos.
Herta Bogner hatte die Produktionsleitung, Heinrich Graf Brühl entwarf die Filmbauten.

## Kritiken
„Die Puppen tanzen die ganze Nacht. Sie zeigen, was sie haben, und sie haben auch etwas zu zeigen! Die halbseidene Geschichte vom reichen Kind, das aus Liebeskummer abgleitet, ist voller krasser Unglaubwürdigkeiten. Es bleibt neben einem bißchen Pseudomoral das pure Ausziehspielchen.“

Im Lexikon des internationalen Films heißt es: „‚Sex and Crime‘ mit Klischees serviert und voller Spekulationen.“ Auch der Evangelische Film-Beobachter hält nichts von dem Streifen: „Die nackte Welle wird in einem drittklassigen deutschen Film fortgesetzt, der fast ausschließlich in einem Striptease-Lokal spielt und sich mit den Nöten einer von ihrem Freund sitzengelassenen Fabrikantentochter befaßt. Abzulehnen.“